# Renée van Laarhoven
Renée van Laarhoven, född den 15 oktober 1997 i Nijmegen, är en nederländsk landhockeyspelare.

## Karriär
Renée van Laarhoven ingick i det nederländska landhockeylag som tog guld vid OS 2024.